# 第14师团
第14师团（日语：／）是大日本帝國陸軍的一个師團。1905年（明治38年）6月13日于福冈县小倉市编成，下辖步兵第53联队、第54联队、第55联队、第56联队，同年8月投入日俄战争进入辽东半岛，隶属乃木希典大将指挥的第3軍，担任警备任务。
1937年该师团編成地为宇都宮，7月25日奉命主力调入中國参加中日戰爭，8月28日至31日由神戶乘船出发，9月3日至11日塘沽登陆，尔后沿平漢鐵路向保定、石家庄进攻。1938年参加兰封会战，於該役被國民革命軍重創，傷亡至少6,400人。
太平洋战争中1944年初该部调往帛琉，主力大部驻扎在佩莱利乌上。 1944年8月，该岛遭到美國海軍陸戰隊第1師（后换成陸軍第81師）在优势海空火力支援下的进攻。戰事持續两月后，第14师团主力被美軍歼灭，作为成建制的陆军部队不复存在。但其师团部和其他一些残余部队在附近的小岛上一直坚持到1945年8月15日日本投降。

## 第14师团编成
- 第14师團 （宇都宫）
  - 步兵第27旅團 旅團司令部 （宇都宫）
    - 步兵第2聯隊 （水戶）
    - 步兵第59聯隊 （宇都宫）

  - 步兵第28旅团 旅團司令部 （高崎）
    - 步兵第15聯隊 （高崎）
    - 步兵第50聯隊（ 松本）

  - 骑兵第18联队 （宇都宫）
  - 野炮兵第20联队 （宇都宫）
  - 工兵第14联队 （水戶）
  - 辎重兵第14联队 （宇都宫）

## 中日战争開戰時编成
第14师团
- 师团长土肥原贤二中将
  - 步兵第27旅团，旅团长馆余惣少将；
    - 步兵第2联队，石黑贞藏大佐；
    - 步兵第59联队，板西一良大佐；

  - 步兵第28旅团，旅团长酒井隆少将；
    - 步兵第15联队，森田范正大佐；
    - 步兵第50联队，远山登大佐；

  - 骑兵第18联队，安田兼人中佐；
  - 野炮兵第20联队，宫川清三大佐；
  - 工兵第14联队，岩仓如门大佐；
  - 辎重兵第14联队，石原章三中佐；
  - 通信队
  - 卫生队
  - 第1至第4野战医院
  - 兵器维修勤务队

## 最终编成
第14师团
- 步兵第2联队
- 步兵第15联队
- 步兵第59联队
- 骑兵第18联队
- 野炮兵第20联队
- 工兵第14联队
- 辎重兵第14联队
- 通信队
- 卫生队

## 相關項目
- 大日本帝國陸軍師團列表